# 105a Brigada Mixta (Exèrcit Popular de la República)
La 105a Brigada Mixta va ser una unitat de l'Exèrcit Popular de la República creada durant la Guerra Civil Espanyola. Al llarg de la contesa va estar desplegada en diversos fronts, sense arribar a tenir una participació destacada.

## Historial
La unitat va ser creada a València el març de 1937 a partir de veterans i forces procedents dels reemplaçaments de 1932 a 1935. Inicialment va quedar sota el comandament del tinent coronel d'infanteria Esteban Domingo Piña, amb el comunista Pedro Orgaz Librero com a comissari polític.
Algun temps després la brigada seria adjudicada a la 10a Divisió del I Cos d'Exèrcit i amb ella va acudir a la batalla de Brunete. Durant els combats de Brunete la 105a Brigada va prendre part en la conquesta de Villanueva del Pardillo, el 9 de juliol, per a després creuar el riu Guadarrama i continuar el seu avanç fins a aconseguir el sector de Zarzalejo-Valquemado (cap al 12 de juliol). La 105a BM va actuar en el flanc dret de l'ofensiva republicana. No obstant això, els seus avanços van acabar a «Loma Negra», on sofriria importants baixes en els combats amb les forces franquistes; això va obligar la unitat a retirar-se a la riba dreta del riu Aulencia.
En finalitzar les operacions en Brunete el comandament de la 105a va passar al major de milícies Silverio Castañón Rodríguez. Quedaria, a més, agregada a la 69a Divisió del I Cos d'Exèrcit. El juliol del 1938 va ser enviada al capdavant de Llevant, on enquadrada en la 61a Divisió del XIII Cos d'Exèrcit, si bé la seva participació va ser molt reduïda atès que les operacions al Llevant van finalitzar després del començament de la batalla de l'Ebre. El gener de 1939 va arribar a prendre part en la batalla de Peñarroya.

## Comandaments
Comandants
- Tinent coronel d'infanteria Esteban Domingo Piña;
- Major de milícies Silverio Castañón Rodríguez;

Comissaris
- Pedro Orgaz Librero, del PCE;[5]